# Arycanda fritillaria
Arycanda fritillaria är en fjärilsart som beskrevs av W. Warren 1903. Arycanda fritillaria ingår i släktet Arycanda och familjen mätare. Inga underarter finns listade i Catalogue of Life.